# 벨렝궁

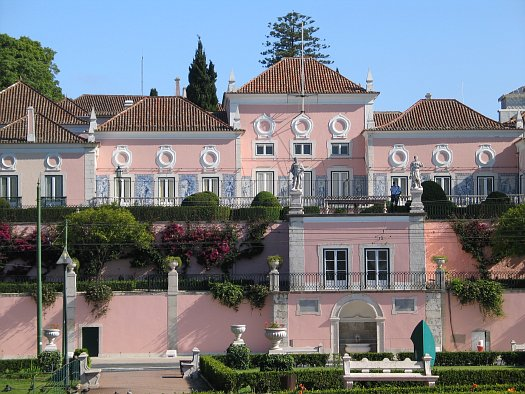
궁전 건물

벨렝 궁전(포르투갈어: Palácio Nacional de Belém)은 포르투갈의 대통령 관저로 쓰이고 있는 궁전이다. 리스본 근처에 위치하며 타구스강과 접하고 있다. 리스본 외곽 지역에 지은 많은 궁전 중 하나로서 후에 공식적인 왕실 관저로 쓰이게 되었다.
원래는 16세기에 귀족 출신의 마누엘 공작에 의해 지어지기 시작하였다. 17세기에 완성 단계에 이르러 17세기 이분기에 주요 5개의 건물이 지어졌다.
18세기가 시작하여 주앙 5세가 궁전을 사들여 내부를 장식하고 재건축을 시작하였다. 1755년 리스본 대지진 때 그다지 많은 피해를 받지는 않았고 메리 1세 때 아프리카 동물을 모아놓은 동물원을 추가하였다. 신고전주의 양식을 표방한 승마장을 비롯해 국립 마차 박물관이 있다.
궁정의 정원과 내부는 18세기와 19세기 대의 것으로서 이 시기 대에는 왕족들이 사용하였고 켈루즈 궁전과 같이 쓰였다. 외국의 내빈을 접대하는 목적으로도 쓰였다.
1912년 포르투갈 공화국이 출범한 이후 국가 원수가 머물기 시작하였다. 처음에는 잠깐이었지만 지금에 와서는 포르투갈 대통령의 공식 관저이다.